# Lijst van rijksmonumenten in Utrecht (stad)/Minrebroederstraat
De stad Utrecht telt in totaal 1.402 inschrijvingen in het rijksmonumentenregister. De Minrebroederstraat in het centrum telt 11 rijksmonumenten. Hieronder een overzicht.
| Object                                                                                   | Oorspronkelijke functie? | Bouwjaar                                 | Architect   | Locatie               | Coördinaten?                | Nr.?   | Afbeelding        |
| ---------------------------------------------------------------------------------------- | ------------------------ | ---------------------------------------- | ----------- | --------------------- | --------------------------- | ------ | ----------------- |
| Ondiep gaaf huis bestaande uit twee bouwlagen, een kap en een kelder                     | Werk-woonhuis            | 17e eeuw                                 |             | Minrebroederstraat 1  | 52° 5' 33" NB, 5° 7' 13" OL | 450458 | Meer afbeeldingen |
| Pand met rechte kroonlijst, bogen met natuursteen blokken boven vensters                 | Werk-woonhuis            | 17e eeuw                                 |             | Minrebroederstraat 2  | 52° 5' 33" NB, 5° 7' 13" OL | 36361  | Meer afbeeldingen |
| Winkelwoonhuis in eclectische stijl                                                      | Werk-woonhuis            | 1884                                     |             | Minrebroederstraat 3  | 52° 5' 33" NB, 5° 7' 13" OL | 514260 | Meer afbeeldingen |
| Tweebeukig woonhuis, bestaande uit twee bouwlagen                                        | Woonhuis                 | 18e eeuw                                 |             | Minrebroederstraat 5  | 52° 5' 33" NB, 5° 7' 14" OL | 450459 | Meer afbeeldingen |
| Breed huis, tegenwoordig bestaande uit drie bouwlagen kelders en een mansardekap         | Woonhuis                 | 17e eeuw                                 |             | Minrebroederstraat 11 | 52° 5' 33" NB, 5° 7' 15" OL | 450460 | Meer afbeeldingen |
| Universiteitsgebouw                                                                      | Onderwijs en wetenschap  | 1896                                     |             | Minrebroederstraat 12 | 52° 5' 33" NB, 5° 7' 15" OL | 514249 | Meer afbeeldingen |
| Pand met rechte lijstgevel met consoles                                                  | Werk-woonhuis            | 18e eeuw                                 |             | Minrebroederstraat 15 | 52° 5' 33" NB, 5° 7' 16" OL | 36362  | Meer afbeeldingen |
| Huis gelegen in flauwe bocht langgerekte gevel, rechte kroonlijst door consoles gedragen | Onderwijs en wetenschap  | 18e eeuw                                 |             | Minrebroederstraat 16 | 52° 5' 34" NB, 5° 7' 17" OL | 36363  | Meer afbeeldingen |
| Sint-Willibrordkerk                                                                      | Kerk en kerkonderdeel    | 1875-1877                                | Alfred Tepe | Minrebroederstraat 21 | 52° 5' 33" NB, 5° 7' 18" OL | 36364  | Meer afbeeldingen |
| Gaaf woonhuis met 18e-eeuws karakter van twee bouwlagen, een kap en een kelder           | Werk-woonhuis            | 18e eeuw (karakter) 17e eeuw (oorsprong) |             | Minrebroederstraat 28 | 52° 5' 34" NB, 5° 7' 18" OL | 450461 | Meer afbeeldingen |
| Huis van twee bouwlagen, een kap loodrecht op de straat en een kelder                    | Werk-woonhuis            | 17e eeuw                                 |             | Minrebroederstraat 30 | 52° 5' 34" NB, 5° 7' 18" OL | 450462 | Meer afbeeldingen |